# Anisocentropus janus
Anisocentropus janus är en nattsländeart som beskrevs av Malicky och Chantaramongkol in Malicky 1994. Anisocentropus janus ingår i släktet Anisocentropus och familjen Calamoceratidae. Inga underarter finns listade i Catalogue of Life.